# Henry Luque Muñoz
Henry Luque Muñoz (1944-2005) fue un poeta y ensayista colombiano nacido en Bogotá. Estudió Sociología, se especializó en Historia del Arte e hizo un Máster en Literatura en la Pontificia Universidad Javeriana, en su ciudad natal. Formó parte de la Generación sin nombre. Vivió durante muchos años en Rusia, donde conoció en profundidad la literatura del país, y se desempeñó como profesor de Literatura en la Pontificia Universidad Javeriana hasta su fallecimiento. Su obra ha sido traducida parcialmente al ruso, inglés, alemán, francés, griego, hindi y portugués.

## Obra poética
1. Sol cuello cortado: 1963-1973 (1973)
2. Carta a la paloma de Picasso (1980)
3. Polen de lejanía (1998)
4. Arqueología del silencio (2001)

## Obra ensayística
1. Lo que puede la mirada: 1974-1976 (1977)
2. Tras los clásicos rusos (1986)
3. Dos clásicos rusos (1989)
4. Eduardo Castillo (1989)
5. Panorama antológico de la poesía colombiana : informe final (1994)
6. Prólogo para El destino de un hombre, de Mijaíl Shólojov (1995)
7. El erotismo del cielo: Una introducción a la historia social de la literatura rusa moderna (1999)
8. William Shakespeare: una estética de la noche (2004)

## Enlaces
- Casa de poesía Silva
- Dialnet
- Ensayo sobre Henry Luque Muñoz y su obra
- Ensayo de Henry Luque Muñoz sobre Aleksandr Pushkin
- Noticia de Caracol Radio sobre su fallecimiento (enlace roto disponible en Internet Archive; véase el historial, la primera versión y la última).
- Poetry International Web
- Noticia en El Abedul
- Publicaciones del banco de la república de Colombia Archivado el 5 de noviembre de 2011 en Wayback Machine. .
- Festival de poesía de Medellín.

- Datos: Q5894546